# 5855 Yukitsuna
5855 Yukitsuna (1992 UO2) là một tiểu hành tinh vành đai chính được phát hiện ngày 16 tháng 10 năm 1992 bởi Natori và Urata ở Yakiimo.